# 大東亜戦争への道
『大東亜戦争への道』（だいとうあせんそうへのみち）は、歴史家・中村粲の著書。初版は1990年（平成2年）12月8日に展転社から出版された。2009年(平成21年)5月現在も版を重ねるロングセラーである（2009年3月、15刷）。

## 概要
『諸君!』（文藝春秋）に平成元年5月号（146-158P）から10月号（202-215P）まで6回にわたり連載されたものを、大幅に増補した単行本。翌月の11月号に秦郁彦からの反論があり、中村は翌年の平成2年2月号に再反論を掲載。それを受けて平成2年3月号と4月号に「激論・大東亜戦争への道」という討論がおこなわれた（中村粲#論争歴）。
明治初期の日韓関係から、太平洋戦争（大東亜戦争）開戦に至るまでの歴史を、執筆当時はあまり知られていなかった歴史資料も多く用いて叙述している。
日中戦争初期における日本の和平努力、極東における日米抗争史は本著の中でも重要な特色である。
藤岡信勝は著書『近現代史教育の改革：善玉・悪玉史観を超えて』(1996年)において、『大東亜戦争への道』を「ほぼ百パーセントの日本弁護論」と評した。